# Korelići
 Korelići  falu Horvátországban, Isztria megyében. Közigazgatásilag Cerovljéhez tartozik.

## Fekvése
Az Isztriai-félsziget közepén, Pazintól 17 km-re északkeletre, községközpontjától 7 km-re északnyugatra  fekszik.

## Története
A településnek 1857-ben 235, 1910-ben 348 lakosa volt. Lakói mezőgazdasággal és állattartással foglalkoztak 2011-ben 52 lakosa volt.

## Lakosság
| Lakosság változása | Lakosság változása | Lakosság változása | Lakosság változása | Lakosság változása | Lakosság változása | Lakosság változása | Lakosság változása | Lakosság változása | Lakosság változása | Lakosság változása | Lakosság változása | Lakosság változása | Lakosság változása | Lakosság változása | Lakosság változása |
| ------------------ | ------------------ | ------------------ | ------------------ | ------------------ | ------------------ | ------------------ | ------------------ | ------------------ | ------------------ | ------------------ | ------------------ | ------------------ | ------------------ | ------------------ | ------------------ |
| 1857               | 1869               | 1880               | 1890               | 1900               | 1910               | 1921               | 1931               | 1948               | 1953               | 1961               | 1971               | 1981               | 1991               | 2001               | 2011               |
| 235                | 243                | 297                | 322                | 331                | 348                | 0                  | 0                  | 278                | 256                | 220                | 143                | 94                 | 74                 | 67                 | 52                 |

## Nevezetességei
A Gyógyító Boldogasszony (BDM od Zdravlja) tiszteletére szentelt kis temploma 1891-ben épült.